# Spicomellus
Spicomellus afer is een plantenetende ornithischische dinosauriër, behorende tot de Ankylosauria, die tijdens de middelste Jura leefde in het gebied van het huidige Marokko.

## Vondst en naamgeving
In 2019 kocht Susannah Catherine Rose Maidment te Cambridge het fossiel van een handelaar, Moussa Direct, die aangaf dat het gevonden was in Marokko. Maidment dacht eerst dat het om een vervalsing ging maar een CAT-scan onthulde dat het stuk authentiek was. Het zou afkomstig zijn van een vindplaats bij Boulahfa, ten zuiden van Boulmane, te Fès-Meknès. De regio zou ook de resten van Adratiklit opgeleverd hebben, een lid van de Stegosauria, hoewel het Maidment in 2018 niet lukte de precieze groeve vast te stellen. Ook nieuwe bezoeken in 2019 en 2020 leverden niets op. Maidment, een expert op het gebied van de Stegosauria, nam eerst aan dat het om een zeldzaam stuk pantser van Adratiklit ging maar de botstructuur die de scan toonde, leek meer op die van de Ankylosauria.

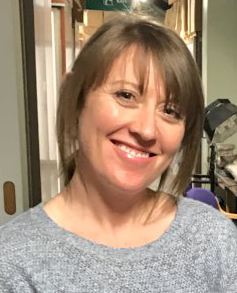
Susannah Maidment

In 2021 werd de typesoort Spicomellus afer benoemd en beschreven door Susannah C.R. Maidment, Torsten M. Scheyer, Emily E. Brown, Vincent Fernandez, Zerina Johanson, Driss Ouarhache, Thomas J. Raven en Paul M. Barrett. De geslachtsnaam betekent "stekelkraag" naar het Latijn spica, "stekel" en mellum, "halsband met punten voor een hond". De soortaanduiding betekent "de Afrikaan". Omdat de naam werd gepubliceerd in een elektronisch tijdschrift zijn Life Science Identifiers nodig voor de geldigheid ervan. Deze zijn D12DDAB4-E164-411D-8406-B7B3DEC52F71LSID voor het geslacht en D12DDAB4-E164-411D-8406-B7B3DEC52F71 voor de soort.
Het holotype, NHMUK PV R37412, is vermoedelijk gevonden in de EL Mers III-formatie die dateert uit het Bathonien, ongeveer 167 miljoen jaar oud. Het bestaat uit drie aaneensluitende stukken rib met daaraan vastgegroeid vier stekels. De stekels bevinden zich mogelijkerwijs op een doorlopende plaatvormige osteoderm. Als de identificatie correct is, is Spicomellus de eerste ankylosauriër die uit Afrika bekend is.

## Beschrijving
Spicomellus werd in 2021 vermoed tamelijk klein te zijn, met een lichaamslengte van rond de drie meter.

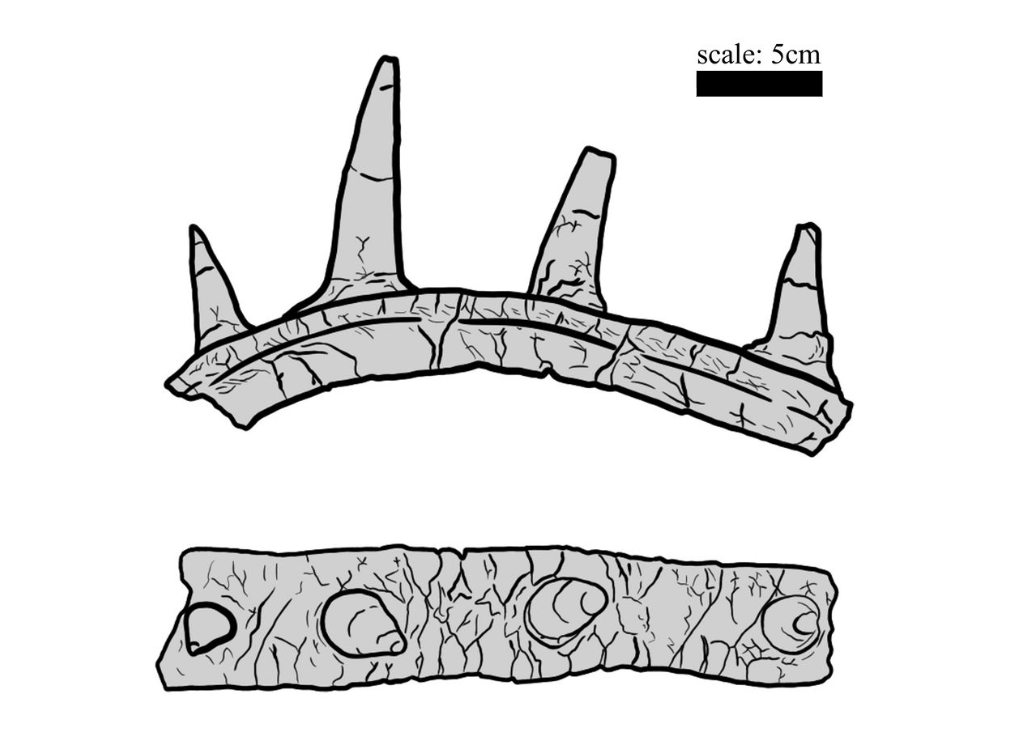
Schema van het holotype

De rib, met een bewaarde lengte van zo'n vijfentwintig centimeter, heeft een T-vormige dwarsdoorsnede. Tegenover de binnenste tak van de T staan vier lange stekels onder elkaar op de buitenzijde van de rib. Ze zijn recht, kegelvormig, lang en langwerpig. De bovenste stekel is het kleinst en kortst doch toont dat het uiteinde spits is. Van de drie meer onderste grotere stekels is het spits afgebroken. De tweede stekel van boven lijkt de langste te zijn geweest, met ongeveer twaalf centimeter, en staat op de kromming van de ribschacht. De bovenste stekel steekt meer naar boven, de overige zijn ook iets naar boven gericht maar staan meer evenwijdig ten opzichte van elkaar. Ze krommen juist iets omlaag, terwijl de bovenste heel licht omhoog kromt. De bases van de stekels zijn nog breder dan de op zich al forse binnenste richel van de rib. De zijkanten van de stekels krommen iets bol. De stekels staan vrij ver uiteen op ongeveer gelijke afstanden. De bases zijn naadloos met de rib vergroeid. Dat is een kenmerk dat van geen enkele andere gewervelde bekend is. De osteodermen van Ankylosauria zijn typisch in de huid verankerd, vermoedelijk boven een spierlaag. Als de andere ribben van Spicomellus ook dergelijke stekels bezaten, en er horizontale rijen stekels waren, moet dat de rugspieren ernstig in omvang en werking beperkt hebben. De stekels lijken echter niet pathologisch van aard maar zijn glad gevormd. Hun vorm wijkt wel zeer af van andere bekende pantserplaten van Eurypoda waarvan stekels typisch een kielvorm hebben boven een platte brede basisplaat.

## Fylogenie
Spicomellus werd basaal in de Ankylosauria geplaatst. Dat zou hem tot een van de oudste bekende leden van die groep maken.